# Campeonato Argentino de Futebol de 1897
O Campeonato Argentino de Futebol de 1897, originalmente denominado Championship Cup 1897, foi o sexto torneio da Primeira Divisão do futebol argentino e o quinto organizado pela Argentine Association Football League. O certame foi disputado em dois turnos de todos contra todos, entre 2 de maio e 19 de setembro de 1897. O Lomas Athletic conquistou o seu quarto título de campeão argentino.

## Afiliações e desfiliações
| Pos  | Equipes incorporadas  |
| ---- | --------------------- |
| Afil | Banfield              |
| Afil | Belgrano Athletic "B" |
| Afil | Lanús Athletic        |
| Afil | Palermo Athletic      |

| Pos | Equipes relegadas na temporada de 1896 |
| --- | -------------------------------------- |
| Dis | Lomas Academy                          |
| Des | Retiro Athletic                        |

## Classificação final
| Pos | Equipes               | Pts | J  | V  | E | D  | GM | GS | SG  |
| --- | --------------------- | --- | -- | -- | - | -- | -- | -- | --- |
| 1.  | Lomas Athletic        | 20  | 12 | 9  | 2 | 1  | 55 | 9  | +46 |
| 1.  | Lanús Athletic        | 20  | 12 | 10 | 0 | 2  | 39 | 8  | +31 |
| 3.  | Belgrano Athletic     | 19  | 12 | 9  | 1 | 2  | 47 | 15 | +32 |
| 4.  | Flores Athletic       | 13  | 12 | 6  | 1 | 5  | 44 | 22 | +22 |
| 5.  | Palermo Athletic      | 8   | 12 | 4  | 0 | 8  | 11 | 50 | -39 |
| 6.  | Belgrano Athletic "B" | 3   | 12 | 1  | 1 | 10 | 10 | 56 | -46 |
| 7.  | Banfield              | 1   | 12 | 0  | 1 | 11 | 6  | 52 | -46 |

## Desempate do primeiro lugar
| Primeira partida | Primeira partida | Primeira partida | Primeira partida | Primeira partida | Primeira partida |
| Equipe 1         | Resultado        | Equipe 2         | Estádio          | Data             |                  |
| ---------------- | ---------------- | ---------------- | ---------------- | ---------------- | ---------------- |
| Lomas Athletic   | 1 - 1            | Lanús Athletic   | Lomas Athletic   | 8 de setembro    |                  |

| Segunda partida | Segunda partida | Segunda partida | Segunda partida | Segunda partida | Segunda partida |
| Equipe 1        | Resultado       | Equipe 2        | Estádio         | Data            |                 |
| --------------- | --------------- | --------------- | --------------- | --------------- | --------------- |
| Lomas Athletic  | 0 - 0           | Lanús Athletic  | Lomas Athletic  | 12 de setembro  |                 |

| Terceira partida | Terceira partida | Terceira partida | Terceira partida | Terceira partida | Terceira partida |
| Equipe 1         | Resultado        | Equipe 2         | Estádio          | Data             |                  |
| ---------------- | ---------------- | ---------------- | ---------------- | ---------------- | ---------------- |
| Lomas Athletic   | 1 - 0            | Lanús Athletic   | Lomas Athletic   | 19 de setembro   |                  |

## Premiação
| Campeonato Argentino de Futebol de 1897 |
| --------------------------------------- |
| Lomas Athletic Campeão (4° título)      |

## Desfiliações e afiliações
O Belgrano Athletic "B" se dissolveu e o Flores Athletic foi desfiliado, sendo substituídos por United Banks e Lobos Athletic para o torneio de 1898. Sendo assim, não houve alteração do número de participantes.

## Bibliografía
- Estévez, Diego (2010). 38 Campeones del fútbol argentino 1891-2010. [S.l.]: Ediciones Continente. ISBN 978-950-754-301-2